# Акалькулія
Акальку́лія (грец. α — не і лат. calculus — камінець для лічби) — порушення здатності лічити й розуміти числа.
Виявляється у втраті здатності робити арифметичні дії, користуватися відомими раніше арифм. правилами, розрядами, цифрами, знаками; втрачається спроможність виконувати навіть елементарні лічильні операції. А. виникає переважно при органічних захворюваннях головного мозку.

## Ознаки та симптоми
Порушення обчислень включають нездатність виконувати прості математичні дії, як-от додавання, віднімання, ділення та множення.
Оскільки під час математичних дій необхідні кілька когнітивних навичок, певна річ, що особа з акалькулією (або труднощами з обчисленням) має труднощі в будь-якій із наступних чотирьох сфер:
1. Розуміння, що кожне число представляє значення, і негайно реєструє це значення;
2. Розпізнавання значення числа відносно інших чисел;
3. Розташування числа у серії чисел;
4. Асоціація числового символу з його назвою, вимовленою усно.

Молодші школярі знайомляться з математичними поняттями кумулятивно. Удосконалення вимагає розуміння фундаментальних концепцій перед переходом до складніших понять. Існують природні відмінності у швидкості з якою молодші школярі сприймають математичні поняття. Учні, які мають надзвичайні труднощі із запам'ятовуванням основних математичних понять вважаються такими, що мають дискалькулію розвитку.

## Фактори
Акалькулія пов'язана з ураженням тім'яної частки (особливо кутової звивини) та лобової частки, може бути ранньою ознакою деменції. Акалькулія іноді спостерігається як «чисте» порушення, але зазвичай спостерігається як один із сукупності симптомів, зокрема аграфію, пальцеву агнозію та плутанину з визначенням право та ліво після пошкодження лівої кутової звивини, знаного як синдром Герстманна.
Дослідження пацієнтів з ураженням тім'яної частки показали, що ураження кутової звивини, як правило, призводять до більших погіршень запам'ятовування математичних понять, як-от таблиця множення, з відносно непорушеними здібностями віднімання. І навпаки, пацієнти з ураженням у ділянці внутрішньотім'яної борозни, як правило, мають більші складнощі з відніманням зі збереженими здібностями множення. Ці подвійні дисоціації підтверджують ідею, що різні області тім'яної кори беруть участь у різних аспектах числової обробки.

## Причина
Відомо, що пошкодження лівої кутової звивини викликає складнощі з обчислюваванням, подібні до тих, що пов'язані з первинною акалькулією та анарифмією. Однак пошкодження різних, але не обов'язково визначених ділянок мозку може спричинити труднощі з обчисленням, оскільки для виконання математичних розрахунків потрібні різні когнітивні функції.

## Діагностика
Оскільки акалькулія є симптомом більш широко знаного синдрому Герстманна, це викликає складнощі з встановленням діагнозу акалькулія. Натомість акалькулія визначена як один із симптомів призводить до остаточного діагнозу синдрому Герстманна. «За умови, що загальні психічні розлади та значний афатичний розлад можна виключити як основні фактори, прояв таких розладів, як аграфія, акалькулія та плутанина з визначенням право та ліво, має попередити клініциста про можливість осередкового захворювання задньої тім'яної частки». Структурна та функціональна нейровізуалізація має додаткову цінність для визначення наявності основних неврологічних відхилень.

## Лікування
Синдром Герстманна та подібні комбінації симптомів є наслідками, а не захворюваннями. Таким чином, лікування спрямоване на основну неврологічну аномалію. Когнітивна реабілітація може бути корисною для симптомів, які заважають у повсякденній діяльності, як-от аграфія й акалькулія.
Існує кілька способів реабілітація при акалькулії. Цвєткова пропонує використовувати метод «відновлення числа». Спочатку додають певні «візуальні елементи (наприклад, завершення вісімки з числа 3), пошуку певних елементів у числі (наприклад, пошуку числа 1 у числі 4) і виконання словесного аналізу подібності та відмінності, які можна спостерігати між числами». Одночасно з використанням цих способів відтворення чисел слід розвивати вправи на орієнтування в просторі, розуміння співвідношення справа наліво, зоровий аналіз геометричних об'єктів і форм.
Як основний метод використовувалось заучування: відновлення простих арифметичних фактів шляхом тренування або через концептуальне навчання або створення стратегій для розв'язання конкретних проблем.
На думку Солберг і Матер: «Лікування повинно складатися з вправ, які дозволяють просторовий аналіз і тренування зорової моторики». Реабілітаційні завдання виконуються за програмою, яка поступово збільшує складність, починаючи з простих рухів, спрямованих на досягнення або вказівку об'єктів, з подальшим копіюванням фігур у двох вимірах і завершуючи конструюванням тривимірних фігур.
Росселлі й Арділа описують реабілітацію 58-річної жінки з просторовою алексією, аграфією та акалькулією, пов'язаними з ушкодженням судин правої півкулі. Пацієнтка могла виконувати усні обчислення, але була нездатна виконувати ці дії письмово з числами, що складаються з двох і більше цифр. У спеціальному тесті з письмових арифметичних дій (додавання, віднімання, множення та ділення) початковий бал становив 0/20. При виконанні завдання вона переплутала арифметичні дії та неправильно орієнтувала стовпчики у математичних задачах. Для її реабілітації застосовували:
1. «Використовуючи короткі абзаци з червоною вертикальною лінією на лівому березі, і з рядками, пронумерованими зліва та справа, пацієнтка вказівним пальцем шукала цифри, що відповідають кожному рядку. Підказки (вертикальна лінія та числа) поступово видалялися.
2. У тексті, за обсягом не більше як 12 рядків, пацієнтка дописувала пропущені літери (тобто виконувала послідовне та впорядковане просторове дослідження).
3. Вправи на впізнавання літер постійно повторювалися, вони містили підказки для полегшення їх виконання. Час і точність записувалися.
4. Під час спонтанного письма з використанням лінійованого паперу з товстою кольоровою лінією на лівому березі пацієнтка шукала вертикальну лінію і закінчувала кожен рядок. Пізніше рядка не було, але пацієнтці довелося вербалізувати (спочатку вголос, а потім про себе) і досліджувати крайній лівий край, перед переходом на наступний рядок.
5. Для полегшення повторного вивчення чисел під диктування, використовувалися квадрати для розміщення чисел у просторі, постійно відпрацьовувалися поняття ієрархії (одиниці, десятки, сотні тощо).
6. Для навчання арифметичних дій їй давали письмово додавання, віднімання, множення, ділення, при цьому цифри розділяли у стовпчиках товстими кольоровими лініями, а верхи стовпчиків нумерували (справа наліво). Пацієнтка мала промовити арифметичні дії і вказівним пальцем правої руки шукати ліве поле перед переходом до наступного стовпця. Пізніше пацієнтка сама писала дії, які їй диктували. Методи, описані раніше, виявилися корисними через 8 місяців після початку лікування. Пацієнтка відчула значне поліпшення, але не повне одужання»[16].

Люди з акалькулією, як правило, живуть нормальним життям, якщо немає інших вад або травматичних ушкоджень, які перешкоджають нормальному життю. Деталі з дослідження випадку, опублікованого у 2003 році, описують стан 55-річної жінки з акалькулією. «На додаток до недоліків письма й обчислень, орфографії і читання погіршилися. Провали в пам'яті траплялися час від часу. Попри ці недоліки, повсякденна діяльність залишалася незмінною». Інше тематичне дослідження, опубліковане у 1990 році, описує стан і лікування колишньої бухгалтерки, яка «отримала невелику обмежену ліву тім'яну субдуральну гематому в автомобільній аварії». Вона могла нормально говорити, читати та писати, але не могла виконати просте додавання після числа десять. У прикладі повідомляється, що пацієнтка також продемонструвала «важку агнозію пальців, яка була безпосередньо пов'язана з її нездатністю виконувати обчислення». Пацієнтка змогла певною мірою впоратися зі своєю акалькулією, відвідавши терапевта, який працював з нею спеціально над завданнями розпізнавання пальців, особливо над лічбою на пальцях. Ця терапія підвищила її математичні здібності до рівня середньої школи після лікування протягом кількох місяців.

## Епідеміологія
Синдром Герстманна та подібні комбінації задніх тім'яних симптомів (наприклад, акалькулія) зазвичай є результатом осередкового цереброваскулярного захворювання в задній гілці лівої середньої мозкової артерії або інфаркту ширшої зони, що зазвичай охоплює кутову звивину або прилеглу білу речовину (поле Бродмана 39). У рідкісних випадках черепно-мозкова травма від новоутворення, що розростається в цій самій ділянці, може спричинити всі або окремі симптоми цього синдрому (акалькулія є одним із чотирьох елементів).

## Історія
Термін акалькулія був введений Саломоном Ебергардом Геншеном у 1925 році; він стосується зниження когнітивної здатності до обчислень, що виникає внаслідок пошкодження мозку. Раніше, 1908 року, дослідники Макс Левандовскі та Штадельманн опублікували перший звіт про людину з порушеннями математичних обчислень через пошкодження мозку. Пацієнт мав проблеми з виконанням обчислень на папері та подумки. Крім того, розпізнавання арифметичних символів викликало труднощі. У звіті вперше вказувались розлади обчислень окремо від розладів мовлення.
Дослідження Геншена узгоджувалися з відкриттям Левандовські та Штадельманна. Завдяки своїм дослідженням він також зміг припустити, що певні ділянки мозку відіграють певну роль у розумінні та виконанні обчислень. Ці ділянки охоплюють третю лобову звивину (вимова чисел), кутову звивину та внутрішньотім'яну борозну (читання чисел), а також кутову звивину для записування чисел.
Незабаром після досягнень Геншена Бергер у 1926 році розрізнив первинну та вторинну акалькулію. Первинна акалькулія — це «чистий» стан, при якому людина не може ні розуміти математичні поняття, ні виконувати математичні обчислення. Вторинна акалькулія — це втрата обчислювальних здібностей, що виникає внаслідок інших когнітивних труднощів, таких як пам'ять. Піддавалось сумніву, чи може первинна акалькулія існувати незалежно від інших когнітивних порушень.
У 1936 році Ліндквіст припустив, що ураження різних ділянок мозку можуть викликати різні дефекти обчислення, і тому існує кілька варіантів акалькулії.
У 1940 році Герстманн стверджував, що акалькулія пов'язана з аспектами синдрому Герстманна, які охоплюють плутанину з визначенням право та ліво, аграфію та пальцеву агнозію.
У 1983 році Боллер і Графман також дійшли висновку, що труднощі з обчисленнями також можуть виникати через різні недоліки, як-от неможливість призначити значення назви числа.
Акалькулію мало досліджували, попри те, що обчислення вважається важливою когнітивною навичкою вищого рівня. Хоча обчислювальні навички оцінюються під час нейропсихологічних іспитів, зокрема короткої шкали оцінки психічного статусу (MMSE). Не існує норм для акалькулії, з якими можна було б порівняти людину, щоб оцінити її/її рівень когнітивних порушень щодо здібностей до обчислень.